# Jordskott
Jordskott (AFI: /ˈjûːɖʂkɔt/) és una sèrie de televisió sueca de 2015 de policíaca amb elements de suspens i fantasia, on la inspectora Eva Thörnblad investiga la desaparició o mort de la seva filla, i altres incidents estranys al municipi fictici de Silverhöjd. Està produïda per Palladium Fiction i fou emesa pel canal estatal Sveriges Television (STV).
Ens arriba subtitulada en català a través del canal de Filmin.cat.

## El nom
En suec, el terme «Jordskott» (també «Jordkast») es refereix a un fenomen natural del camp on, durant l'hivern, un tros de terra glaçat es desplaça i cau de la seva posició original, creant un forat al terra amb angles o vores clarament delineats. Però també té el sentit d'una part d'un plançó o unes arrels, que creixen sota o ran de terra.

## Argument
La inspectora de policia Eva Thornblad torna a la localitat de Silverhöjd per la mort del seu pare, set anys després que la seva filla Josephine desaparegués al costat d'un llac al mig del bosc. Al no trobar-se mai el cos la policia va donar per suposat que es va ofegar. Però al coincidir el seu retorn amb la també desaparició d'un nen, l'Eva comença a trobar similituds entre els dos casos amb connotacions sobrenaturals. Alhora s'ha d'enfrontar amb l'herència i successió en la direcció de l'empresa del seu pare, Thornblad Cellulosa.
En el transcurs de la sèrie, l'Eva descobreix que la desaparició dels nens està inextricablement enredada amb el conflicte entre els veïns que volen protegir el bosc i els que depenen de l'empresa Thornblad Cellulosa.

## Repartiment

### primera temporada
A la primera temporada, el repartiment principal és el següent:
- Moa Gammel com a Eva Thörnblad, inspectora de policia establerta a Estocolm que torna a la seva vila natal de Silverhöjd.
- Göran Ragnerstam com a Göran Wass, inspector de la policia nacional sueca que investiga desaparicions. També forma part d'una societat secreta, els Envoyés de la Nature (EN).
- Stina Sundlöf com a Josephine Thörnblad, filla desapareguda i reapareguda de l'Eva.
- Vanja Blomkvist com a Ylva, dona mística que sembla un sense sostre i que viu als afores de Silverhöjd.
- Richard Forsgren com a Tom Aronsson, detectiu de la policia local a Silverhöjd.
- Mira Gustafsson com a Ida Aronsson, filla autista d'en Tom. Viu amb la mare a Estocolm.
- Ann Petrén com a Martina Sigvardsson, comissària de la policia de Silverhöjd.
- Ville Virtanen com a Harry Storm, home que cerca venjança contra els "monstres"
- Peter Andersson com a Gustav Borén, ambiciós empresari local, actual director del Thörnblad Mineral & Cellulosa.
- Lia Boysen com a Gerda Gunnarsson, mare de Nicklas, ferotge protectora del seu fill.
- Henrik Knutsson com a Nicklas Gunnarsson, el fill de la Gerda, amb discapacitat intel·lectual.
- Happy Jankell com a Esmeralda, una adolescent i vulnerable amb uns misteriosos poders psíquics.
- Gustav Lindh com a Jörgen Olsson, un adolescent que es veu involucrat en els misteris de la vila.
- Hans Mosesson com a Olof Gran, antic cap de la policia local, ara generalment considerat boig o excèntric.
- Nour El-Refai com a Victoria, una agent de la policia de Silverhöjd.
- Felix Engström com a Thomas Leander, membre de la junta de Thörnblad Mineral & Cellulosa.
- Ann-Sofie Rase com a Jeanette Eriksson, membre de la junta de Thörnblad Mineral & Cellulosa.
- Johannes Brost com a Pekka Koljonen, metge a l'hospital de Silverhöjd
- Sigrid Johnson com a Emma Eriksson, petita filla de la Jeanette que desapareix.
- Yohio com a Linus, jove adolescent d'estètica gòtica, amic de l'Esmeralda.

### segona temporada
A la segona temporada, tornen molts personatges de la primera, i a més, s'hi afegeixen els següents, entre altres:
- Anders Berg com a Jakob Reisner, cap de la comissaria on ara treballa l'Eva a Estocolm.
- Ana Gil de Melo Nascimento com a Bahar Holmqvist, col·lega de l'Eva a la nova comissaria.
- Anna Bjelkerud com a Agneta Thörnblad, mare de l'Eva.
- Nikoletta Norrby com a Maja Njyman, adolescent solitària que trava amistat amb l'Esmeralda.
- Alexej Manvelov com a Dante Milles / "Dr. Parker", sospitós d'haver segrestat tres noies adolescents. Antic soci de l'EN.
- Electra Hallman com a Zara / Jotun Norrbacka, llevadora amb un passat misteriós.
- Nuur Adam com a Kalem, adolescent orfe i immigrant subsaharià sense papers que es fa amic de l'Ida.
- Gerhard Hoberstorfer com a Gabriel Moreaux, el superior de Göran a l'EN.
- Rebecka Hemse com a Laila Roos, metge forense i dona d'en Jakob. Sòcia de l'EN.
- Eric Ericson com a Inge Skyllqvist, col·lega del Göran a l'EN.

## Episodis
Primera temporada
| 1  | 1  | «Del I»    | Henrik Björn                   | Henrik Björn, Alexander Kantsjö, Fredrik T. Olsson  |  |  |
|    |    |            |                                |                                                     |  |  |
| 2  | 2  | «Del II»   | Anders Engström                | Henrik Björn, Alexander Kantsjö & Fredrik T. Olsson |  |  |
|    |    |            |                                |                                                     |  |  |
| 3  | 3  | «Del III»  | Anders Engström                | Henrik Björn, Alexander Kantsjö & Fredrik T. Olsson |  |  |
|    |    |            |                                |                                                     |  |  |
| 4  | 4  | «Del IV»   | Anders Engström                | Henrik Björn, Alexander Kantsjö & Fredrik T. Olsson |  |  |
|    |    |            |                                |                                                     |  |  |
| 5  | 5  | «Del V»    | Henrik Björn                   | Henrik Björn, Alexander Kantsjö, Fredrik T. Olsson  |  |  |
|    |    |            |                                |                                                     |  |  |
| 6  | 6  | «Del VI»   | Henrik Björn                   | Henrik Björn, Alexander Kantsjö, Fredrik T. Olsson  |  |  |
|    |    |            |                                |                                                     |  |  |
| 7  | 7  | «Del VII»  | Henrik Björn                   | Henrik Björn, Alexander Kantsjö, Fredrik T. Olsson  |  |  |
|    |    |            |                                |                                                     |  |  |
| 8  | 8  | «Del VIII» | Anders Engström                | Henrik Björn, Alexander Kantsjö, Fredrik T. Olsson  |  |  |
|    |    |            |                                |                                                     |  |  |
| 9  | 9  | «Del IX»   | Anders Engström                | Henrik Björn, Alexander Kantsjö, Fredrik T. Olsson  |  |  |
|    |    |            |                                |                                                     |  |  |
| 10 | 10 | «Del X»    | Henrik Björn i Anders Engström | Henrik Björn, Alexander Kantsjö, Fredrik T. Olsson  |  |  |
|    |    |            |                                |                                                     |  |  |

Segona temporada
| 11 | 1 | «Del XI»    | Daniel di Grado | Henrik Björn, Filip Hammarström, Gunnar Nilsson, Aron Levander, Lovisa Milles i Tatjana Andersson |  |  |
|    |   |             |                 |                                                                                                   |  |  |
| 12 | 2 | «Del XII»   | Daniel di Grado | Henrik Björn, Filip Hammarström, Gunnar Nilsson, Aron Levander, Lovisa Milles i Tatjana Andersson |  |  |
|    |   |             |                 |                                                                                                   |  |  |
| 13 | 3 | «Del XIII»  | Jakob Ström     | Henrik Björn, Lovisa Milles, Gunnar Nilsson, Aron Levander, Filip Hammarström i Tatjana Andersson |  |  |
|    |   |             |                 |                                                                                                   |  |  |
| 14 | 4 | «Del XIV»   | Jakob Ström     | Henrik Björn, Gunnar Nilsson i Aron Levander                                                      |  |  |
|    |   |             |                 |                                                                                                   |  |  |
| 15 | 5 | «Del XV»    | Jakob Ström     | Henrik Björn i Gunnar Nilsson                                                                     |  |  |
|    |   |             |                 |                                                                                                   |  |  |
| 16 | 6 | «Del XVI»   | Henrik Björn    | Henrik Björn, Filip Hammarström, Lovisa Milles, Gunnar Nilsson, Aron Levander i Tatjana Andersson |  |  |
|    |   |             |                 |                                                                                                   |  |  |
| 17 | 7 | «Del XVII»  | Henrik Björn    | Henrik Björn, Filip Hammarström, Lovisa Milles, Gunnar Nilsson, Aron Levander i Tatjana Andersson |  |  |
|    |   |             |                 |                                                                                                   |  |  |
| 18 | 8 | «Del XVIII» | Henrik Björn    | Henrik Björn, Filip Hammarström, Lovisa Milles, Gunnar Nilsson, Aron Levander i Tatjana Andersson |  |  |
|    |   |             |                 |                                                                                                   |  |  |

## Producció
Desenvolupat per Henrik Björn i altres, va ser produïda per Palladium Fiction. Fou emesa originalment pel canal estatal Sveriges Television el 2015, i posteriorment distribuïda internacionalment per ITV Studios Global Entertainment.
Degut a la bona recepció i fortes vendes internacionals de la primera temporada, se'n va produir una segona de vuit episodis, que es va emetre originalment a partir del 15 d'octubre del 2017 a Suècia. Aquesta temporada és ambientada tant a Estocolm com al poble de la primera temporada.

## Localització
La sèrie es va rodar majoritàriament als municipis de Sala, al comtat de Västmanland, i Ragunda, al comtat de Jämtland; i de la finca d'Ådö durant l'estiu del 2014.

## Banda sonora
La banda sonora de la sèrie és original, escrita per Erik Lewander, Olle Ljungman i Iggy Strange-Dahl, del segell The Kennel, entre d'altres. La veu dels temes principals i fils conductors «I Will Meet You There» (Lewander, Ljungman, Aitken, Strange-Dahl) i «Criminal» (Efraimsson, Strange-Dahl, Cechal) la posa a una jove artista sueca, la Ofelia (Adéle Ofelia Cechal).

## Premis i nominacions
La sèrie va guanyar el premi Kristallen 2015, premi oficial de la televisió sueca, en la categoria de millor drama de l'any.